# پرستو (اپرا)
پرستو (انگلیسی: La rondine) کمیک اپرایی از آهنگساز و مصنف مشهور ایتالیایی، جاکومو پوچینی در ۳ پرده است که لیبرتو آن را جوزپه آدامی نوشته‌است. نخستین اجرای این اثر در اپرای مونت-کارلو و مربوط به ۲۷ مارس ۱۹۱۷ در مونت کارلو است.